# Szudáni kígyászölyv
A szudáni kígyászölyv (Circaetus beaudouini) a vágómadár-alakúak (Accipitriformes) rendjébe, ezen belül a vágómadárfélék családjába és a kígyászölyvformák (Circaetinae) alcsaládjába tartozó faj.

## Rendszerezése
A fajt Jules Verreaux és Marc Athanese Parfait Oeillet Des Murs írták le 1862-ben. Szerepelt a kígyászölyv (Circaetus gallicus) alfajaként Circaetus gallicus beaudouini néven is.

## Előfordulása
Afrikában Szahara alatti részén, Benin, Burkina Faso, Csád, Dél-Szudán, Elefántcsontpart, Gambia, Ghána, Guinea, Kamerun, Kenya, a Kongói Demokratikus Köztársaság, a Közép-afrikai Köztársaság, Mali, Mauritánia, Niger, Nigéria, Szenegál, Szudán és Uganda területén honos. 
Természetes élőhelyei a szubtrópusi és trópusi száraz erdők, szavannák, gyepek és cserjések. Szezonális vonuló.

## Megjelenése
Testhossza 66 centiméter, szárnyfesztávolsága 155–170 centiméter.
|  |

## Természetvédelmi helyzete
Az elterjedési területe nagyon nagy, egyedszáma  2500-9999 példány közötti és gyorsan csökken. A Természetvédelmi Világszövetség Vörös listáján sebezhető fajként szerepel.